# Anelson Vieira
Anelson Guerra Vieira (ur. 19 lutego 1954 w Rio de Janeiro) – brazylijski judoka. Olimpijczyk z Moskwy 1980, gdzie zajął dziewiętnaste miejsce w wadze lekkiej.
Siódmy na mistrzostwach świata w 1979; uczestnik zawodów w 1971 i 1975. Zdobył cztery medale mistrzostw panamerykańskich w latach 1972 - 1980. Trzeci na MŚ juniorów w 1974 roku. 

## Letnie Igrzyska Olimpijskie 1980
| Konkurencja | Eliminacje             | Klas. końcowa |
| Konkurencja | Przeciwnik I           | Miejsce       |
| ----------- | ---------------------- | ------------- |
| 71 kg       | Edward Alkśnin (POL) P | 19.           |